# Eddington-határ
Az Eddington-határ vagy Eddington-féle kritikus fényesség (Sir Arthur Stanley Eddington (1882–1944) brit csillagász nevéből) a masszív, nagy tömegű csillagok egyik jellegzetes mérőszáma.
Úgy írható le, hogy bármely csillag egy meghatározott maximum fényességgel rendelkezhet, melyen túl a sugárnyomás meghaladná a gravitációs erőt, ennek következtében az anyag a csillag felszínéről leválna.
Az Eddington-határ szabatos levezetéséhez tudnunk kell:
- az objektum tömegének nagyságát  (M)
- az abszolút fényességének nagyságát (L)
- a sugárnyomás és a gravitációs erők viszonyát az adott csillagnál

Voltaképp azt kell meghatározni, hogy a kifelé irányuló, sugárnyomást kiváltó erők és a befelé mutató gravitációs erők milyen fényesség esetén kerülnek egyensúlyba. A gravitációs erő a következőképpen adható meg:
{\displaystyle F_{g}=G{mM \over r^{2}}}
A sugárnyomásból származó erő kifejtéséhez a sugárnyomást kell definiálni, amely:
{\displaystyle P_{rad}={L \over c}{1 \over 4\pi R^{2}}}
ahol c a fénysebesség. Továbbá rendelkezésre kell álljon annak opacitása (κ), ekkor a sugárnyomásból létrejövő erőhatás:
{\displaystyle L={4\pi GMc \over \kappa }}
Ez az adott csillag legnagyobb fényességének mértéke, ennél nagyobb fényességnél a sugárnyomás lelökné a csillag külső rétegét. Megjegyzendő, hogy a levezetés az Eddington-fényesség jelen meghatározásánál az adott sugárzó égitest tömegétől való függést veszi figyelembe. A nagy energiájú anyagbefogadási folyamatok esetén a közelítést úgy alkalmazzák, hogy felteszik, az akkréciós anyag ionizált hidrogén, ekkor az opacitást a Thomson-szórás szolgáltatja. A szórási keresztmetszet majdnem kizárólag az elektronok sugárnyomásából származik, ugyanakkor a teljes tömeget gyakorlatilag a protonok összessége adja.
Az Eddington-féle kritikus fényesség a legnagyobb fényesség, amelyet a M tömegű sugárzó égitest anyagbefogadási mechanizmussal létrehozhat.
Vegyünk példaként egy ismert kvazárt - a 3C 273-t - amelynek fényessége L = 1012 LN. Ekkor a tömeg:
{\displaystyle M>{2e^{4}L \over 3Gm_{p}m_{e}^{2}c^{5}}}
lenne, amely 3×107 naptömegnek felel meg, amely már egy szupermasszív fekete lyukat tételez fel. Ilyen módon egy L = 1014 LN fényességű kvazár esetén joggal lehet feltételezni, hogy annak központjában egy legalább 109 MN tömeggel rendelkező fekete lyukat lehet lokalizálni, amely már egy galaxis méretének felel meg.